# Vláda Leona Kozłowského
Vláda Leona Kozłowského byla vládou Druhé Polské republiky pod vedením premiéra Leona Kozłowského. Kabinet byl jmenován prezidentem Ignacym Mościckým 15. května 1934 po demisi předchozí Jędrzejewiczovy vlády. Kabinet podal demisi po deseti měsících svého fungování 28. března 1935.
Vláda se soustředila hlavně na hospodářství. Jejími hlavními cíli byly oddlužení venkova, podpora exportu, oživení mezinárodního obchodu a zastavení poklesu důchodů. Začala budovat tzv. Centrální průmyslový region na jihu Polska, jehož cílem byl rozvoj těžkého a zbrojního průmyslu a snížení nezaměstnanosti v oblasti okolo měst Lublin, Sandoměř, Přemyšl a Zamość. Kabinet se ale dostal do sporu s odbory a se zahraničním kapitálem, zvlášť francouzským. Polsko taky vypovědělo tzv. malou versailleskou smlouvu garantující práva menšin žijících v zemi.
15. června 1934 ve Varšavě zavraždili ukrajinští nacionalisti ministra vnitra Bronisława Pierackého. Vražda vyvolala bouři nepokojů - zpočátku z ní podezřívali nedávno legalizovaný Národně-radikální tábor. Krátce na to se Kozłowski setkal s Piłsudským a navrhl mu vytvoření tábora, kam by umisťoval všechny osoby nebezpečné státu. Už 17. června prezident vydal nařízení, které zakládalo vězení v Bereze Kartuské.
Kabinet dokončil přípravu nové ústavy. Samotný premiér připravoval nový volební systém. Díky němu měl Sejm 208 poslanců volených ve 104 dvoumandátových volebních obvodech. Když Sejm ústavu 23. března 1935 schválil a prezident ji o dva měsíce později podepsal, vláda, jak bylo zvykem, podala demisi. Premiér očekával, že ji prezident Ignacy Mościcki nepřijme. Ten ale místo toho na místo premiéra navrhl Waleryho Sławka.

## Složení vlády
| Portfej                                    | Ministr / člen vlády               | Strana    | Nástup do úřadu | Odchod z úřadu  |
| ------------------------------------------ | ---------------------------------- | --------- | --------------- | --------------- |
| Předseda vlády                             | Leon Kozłowski                     | BBWR      | 15. května 1934 | 28. března 1935 |
| Ministr vnitra                             | Bronisław Pieracki                 | BBWR      | 15. května 1934 | 15. června 1934 |
| Ministr vnitra                             | Leon Kozłowski                     | BBWR      | 16. června 1934 | 28. června 1934 |
| Ministr vnitra                             | Marian Zyndram-Kościałkowski       | BBWR      | 28. června 1934 | 28. března 1935 |
| Ministr zahraničí                          | Józef Beck                         | BBWR      | 15. května 1934 | 28. března 1935 |
| Ministr vojenství                          | Józef Piłsudski                    | nestraník | 15. května 1934 | 28. března 1935 |
| Ministr spravedlnosti                      | Czesław Michałowski                | nestraník | 15. května 1934 | 28. března 1935 |
| Ministr náboženství a veřejného vzdělávání | Wacław Jędrzejewicz                | BBWR      | 15. května 1934 | 28. března 1935 |
| Ministr pokladu                            | Władysław Marian Zawadzki          | BBWR      | 15. května 1934 | 28. března 1935 |
| Ministr průmyslu a obchodu                 | Henryk Floyar-Rajchman             | nestraník | 15. května 1934 | 28. března 1935 |
| Ministr zemědělství a zemědělských reforem | Bronisław Nakoniecznikow-Klukowski | nestraník | 15. května 1934 | 28. června 1934 |
| Ministr zemědělství a zemědělských reforem | Juliusz Poniatowski                | nestraník | 28. června 1934 | 28. března 1935 |
| Ministr sociální péče                      | Jerzy Paciorkowski                 | nestraník | 15. května 1934 | 28. března 1935 |
| Ministr komunikací                         | Michał Butkiewicz                  | PPS       | 15. května 1934 | 28. března 1935 |
| Ministr pošt a telegrafů                   | Emil Kaliński                      | nestraník | 15. května 1934 | 28. března 1935 |